# Cesnopil, Talne
Cesnopil (în ucraineană Чеснопіль) este un sat în comuna Krîvi Kolina din raionul Talne, regiunea Cerkasî, Ucraina.

## Demografie
Componența lingvistică a localității Cesnopil
     Ucraineană (97,79%)
     Rusă (2,21%)
Conform recensământului din 2001, majoritatea populației localității Cesnopil era vorbitoare de ucraineană (97,79%), existând în minoritate și vorbitori de rusă (2,21%).